# 齒搭嘴音
齿搭嘴音（更精确地说是齿-齿龈搭嘴音）是子音的一種，作为音位仅出現于南部非洲的少量语言，和澳大利亚达明语的仪式用语。
国际音标中，表示齿搭嘴音的符号是⟨ǀ⟩，即竖线。1989年之前用的是⟨ʇ⟩，现在这在⟨ǀ⟩会与其他符号（如韵律标记或小写L、大写i）混淆时仍会使用。任一字符都可和别的字符组合，以表示调音方法，不送气搭嘴音一般会省略。
在正式的IPA转写中，搭嘴音字母与⟨k ɡ ŋ q ɢ ɴ⟩通过连音符结合，不过⟨k⟩一般省略。许多学者改用上标⟨k ɡ ŋ q ɢ ɴ⟩并不加连音符，同样一般忽略⟨k⟩。两者通常都放在搭嘴音字符之前，但若能听到软腭/小舌除阻，则可放在搭嘴音之后。还有第三种转写，即搭嘴音字符带清化、浊化和鼻化的变音符；但不能区分软腭齿搭嘴音和小舌齿搭嘴音。常见的齿搭嘴音如下：
| 转写1    | 转写2    | 转写3    | 描述             |
| （软腭） | （软腭） | （软腭） | （软腭）         |
| -------- | -------- | -------- | ---------------- |
| ⟨k͜ǀ⟩     | ⟨ᵏǀ⟩     | ⟨ǀ⟩      | 不送气齿搭嘴音   |
| ⟨k͜ǀʰ⟩    | ⟨ᵏǀʰ⟩    | ⟨ǀʰ⟩     | 送气齿搭嘴音     |
| ⟨ɡ͜ǀ⟩     | ⟨ᶢǀ⟩     | ⟨ǀ̬⟩      | 浊齿搭嘴音       |
| ⟨ŋ͜ǀ⟩     | ⟨ᵑǀ⟩     | ⟨ǀ̃⟩      | 齿鼻搭嘴音       |
| ⟨ŋ͜ǀ̥ʰʰ⟩   | ⟨ᵑǀ̥ʰʰ⟩   | ⟨ǀ̥̃ʰʰ⟩    | 送气齿鼻搭嘴音   |
| ⟨ŋ͜ǀˀ⟩    | ⟨ᵑǀˀ⟩    | ⟨ǀ̃ˀ⟩     | 声门化齿鼻搭嘴音 |
| （小舌） |          |          |                  |
| ⟨q͜ǀ⟩     | ⟨𐞥ǀ⟩     |          | 不送气齿搭嘴音   |
| ⟨q͜ǀʰ⟩    | ⟨𐞥ǀʰ⟩    |          | 送气齿搭嘴音     |
| ⟨ɢ͜ǀ⟩     | ⟨𐞒ǀ⟩     |          | 浊齿搭嘴音       |
| ⟨ɴ͜ǀ⟩     | ⟨ᶰǀ⟩     |          | 齿鼻搭嘴音       |
| ⟨ɴ͜ǀ̥ʰʰ⟩   | ⟨ᶰǀ̥ʰʰ⟩   |          | 送气齿鼻搭嘴音   |
| ⟨ɴ͜ǀˀ⟩    | ⟨ᶰǀˀ⟩    |          | 声门化齿鼻搭嘴音 |

不同语言的正字法中，书写齿搭嘴音的符号或者基于IPA的竖线⟨ǀ⟩，或者基于字母⟨c⟩（多见于班图语）。科伊科伊语及大部分科依桑语言用前者，而纳洛语、桑达韦语和祖鲁语则用后者。

## 特征
齿搭嘴音的特征有：
- 其細分出的各種不同的變體的基本發音特徵包括濁音變體、鼻化變體、送氣變體、咽化變體等。

- 前调音部位一般是齿（或齿齿龈） 与舌叶，也就是说舌尖要抵住牙槽嵴或上排牙，不过不同语言可能实现为齿间甚至舌尖。除阻为有湍、塞擦样音色。
- 搭嘴音同時是口腔輔音（口音）也是鼻音，意味著氣流同時從口腔、鼻腔逸出。

- 調音方法是搭嘴音，即是以口腔內的兩個閉合處調音。在這兩個閉合處間的空氣被舌頭吸的動作抽走，前方的閉合處放鬆，造成喀嚓聲。

- 氣流機制是舌吸氣音。藉由舌頭將被困在一個關閉區間的空氣抽出而發聲，而非使氣流從聲門或肺/橫膈膜流出。利用這種機制所發出的音稱作搭嘴音。其濁音及鼻音也同時具有肺部氣流音的性質。

## 见于
齿搭嘴音常见于科依桑语系及邻近的恩古尼语支语言a，如祖鲁语和科萨语。恩古尼语支中，不送气搭嘴音记作c，耳语搭嘴音为gc，送气搭嘴音为ch，鼻搭嘴音为nc。前鼻化搭嘴音写作ngc、nkc。
库希特语族达哈罗语有4个鼻搭嘴音：[ᵑ̊ʇ, ᵑʇ, ᵑ̊ʇʷ, ᵑʇʷ]。
齿搭嘴音可用于副语言学用途。例如，英语中写作tsk或tut、汉语中写作“啧”的普通齿搭嘴音用于表达同情、反对、不耐烦或招呼小动物。德语（或）、匈牙利语（cöccögés）、波斯语（noch）、葡萄牙语（tsc）、俄语（ts-ts-ts）、西班牙语（ts）和法语（t-t-t-t）使用者也用齿搭嘴音，表达类似的意思。
齿搭嘴音的副语言学用途还见于闪米特语族阿拉伯语、希伯来语等，以及普什图语、波斯语等印欧语，常常转写为/，同样用于一般疑问的否定回答（包括达利语和塔吉克语）。齿搭嘴音还见于欧洲及附近的一些语言中，如土耳其语、阿尔巴尼亚语、希腊语、保加利亚语、意大利语、葡萄牙语、西班牙语、罗马尼亚语或塞尔维亚-克罗地亚语，同样用作一般疑问的否定应答。齿搭嘴音有时伴以头部的上移。
| 语言       | 语言       | 词汇 | IPA                             | 词义       |
| ---------- | ---------- | ---- | ------------------------------- | ---------- |
| 祖鲁语     | 祖鲁语     |      | [iːᵏǀíːᵏǀi] = [iːᵏʇíːᵏʇi]       | 耳环       |
| 祖鲁语     | 祖鲁语     |      | [úɠuˈᵏǀʰáːza̤] = [úɠuˈᵏʇʰáːza̤]   | 使迷住     |
| 祖鲁语     | 祖鲁语     |      | [ísiᶢǀʱǐ̤ːno] = [ísiᶢʇʱǐ̤ːno]     | 结束       |
| 祖鲁语     | 祖鲁语     |      | [iᵑǀwáːᵑǀwa] = [iᵑʇwáːᵑʇwa]     | 酸玉米粉   |
| 祖鲁语     | 祖鲁语     |      | [iᵑǀʱǒ̤ːsi] = [iᵑʇʱǒ̤ːsi]         | 一点       |
| 哈扎语     | 哈扎语     |      | [ᵏǀinambo] = [ᵏʇinambo]         | 萤火虫     |
| 哈扎语     | 哈扎语     |      | [ᵏǀʰeta] = [ᵏʇʰeta]             | 开心       |
| 哈扎语     | 哈扎语     |      | [miᵑǀa] = [miᵑʇa]               | 抽嘴巴子   |
| 哈扎语     | 哈扎语     |      | [taᵑǀˀe] = [taᵑʇˀe]             | 绳         |
| 科伊科伊语 | 科伊科伊语 |      | [ᵏǀȕɾȕp] = [ᵏʇȕɾȕp]             | 干秋叶     |
| 科伊科伊语 | 科伊科伊语 |      | [ᵑǀȁm̀] = [ᵑʇȁm̀]                 | 爱         |
| 科伊科伊语 | 科伊科伊语 |      | [ᵑ̊ǀʰȍòǂàè̯p] = [ᵑ̊ʇʰȍòǂàè̯p]       | 11月       |
| 科伊科伊语 | 科伊科伊语 |      | [ᵑǀˀòɾőᵑǀˀòɾȍ] = [ᵑʇˀòɾőᵑʇˀòɾȍ] | 磨损、用坏 |
| 科伊科伊语 | 科伊科伊语 |      | [ᵏǀ͡χòɾe̋] = [ᵏʇ͡χòɾe̋]             | 占卜、预言 |